# Chelonus bifoveolatus
Chelonus bifoveolatus är en stekelart som beskrevs av Szepligeti 1914. Chelonus bifoveolatus ingår i släktet Chelonus och familjen bracksteklar. Inga underarter finns listade i Catalogue of Life.